# RollerCoaster Tycoon
RollerCoaster Tycoon là dòng game mô phỏng xây dựng và quản lý một công viên giải trí. Mỗi phiên bản trong loạt đều thách thức người chơi chứng tỏ tài năng trong việc quản lý và phát triển công viên giải trí mở, đồng thời cho phép người chơi xây dựng và tùy chỉnh những mẫu tàu lượn siêu tốc độc đáo của riêng mình và các trò chơi cảm giác mạnh khác.
Phiên bản đầu tiên do lập trình viên người Scotland Chris Sawyer tạo ra, với sự hỗ trợ từ những nhân vật chủ chốt khác nhau từ ngành công nghiệp tàu lượn siêu tốc và công viên giải trí trong thế giới thực. Phần còn lại của loạt có ba bản chính khác, bản mở rộng, một số bản port và bản dành cho thiết bị di động. Một bản làm mới của loạt là RollerCoaster Tycoon World phát hành tháng 11 năm 2016, tiếp theo là RollerCoaster Tycoon Adventures cho Nintendo Switch năm 2018 và PC năm 2019.

## Phiên bản chính
| 1999 | RollerCoaster Tycoon            |
| 1999 | Added Attractions               |
| 2000 | Loopy Landscapes                |
| 2001 |                                 |
| 2002 | RollerCoaster Tycoon 2          |
| 2003 | Wacky Worlds                    |
| 2003 | Time Twister                    |
| 2004 | RollerCoaster Tycoon 3          |
| 2005 | Soaked!                         |
| 2005 | Wild!                           |
| 2006 |                                 |
| 2007 |                                 |
| 2008 |                                 |
| 2009 |                                 |
| 2010 |                                 |
| 2011 |                                 |
| 2012 | RollerCoaster Tycoon 3D         |
| 2013 |                                 |
| 2014 | RollerCoaster Tycoon 4 Mobile   |
| 2015 | RollerCoaster Tycoon 3 Mobile   |
| 2016 | RollerCoaster Tycoon World      |
| 2016 | RollerCoaster Tycoon Classic    |
| 2016 | RollerCoaster Tycoon Touch      |
| 2017 |                                 |
| 2018 | RollerCoaster Tycoon Adventures |
| 2018 | RollerCoaster Tycoon Joyride    |
| 2019 |                                 |
| 2020 | RollerCoaster Tycoon Story      |

### RollerCoaster Tycoon
RollerCoaster Tycoon được phát hành cho Microsoft Windows ngày 22 tháng 3 năm 1999. RollerCoaster Tycoon về sau được port sang hệ máy game console Xbox vào năm 2003. Game do Chris Sawyer phát triển và hãng Hasbro Interactive phát hành.
RollerCoaster Tycoon nhận được hai bản mở rộng: Added Attractions (phát hành ở Bắc Mỹ với tên Corkscrew Follies) vào năm 1999, và Loopy Landscapes vào năm 2000. Hai phiên bản đặc biệt là RollerCoaster Tycoon Gold/Totally RollerCoaster đều được phát hành vào năm 2002, chứa cả bản gốc, Corkscrew Follies, và Loopy Landscapes; và RollerCoaster Tycoon Deluxe vào năm 2003, chứa nội dung Gold cộng với nhiều thiết kế hơn dành cho các loại tàu lượn có thể tùy chỉnh khác nhau. Game phát hành trên Xbox ngày 23 tháng 3 năm 2003.

### RollerCoaster Tycoon 2
RollerCoaster Tycoon 2 phát hành ngày 15 tháng 10 năm 2002. Game do Chris Sawyer phát triển và hãng Infogrames phát hành.
RollerCoaster Tycoon 2 có hai bản mở rộng chính thức: Wacky Worlds và Time Twister, cả hai đều được phát hành vào năm 2003. Phiên bản Combo Park Pack chứa cả bản gốc và bản mở rộng Wacky Worlds. Triple Thrill Pack gồm cả bản gốc và bản mở rộng.
Tháng 4 năm 2014, một dự án mã nguồn mở, được gọi là OpenRCT2, được khởi chạy nhằm nâng cao lối chơi của RollerCoaster Tycoon 2, bao gồm sửa lỗi và cho phép trò chơi chạy nguyên bản trên macOS, Linux và Windows hiện đại. Trò chơi được viết lại hoàn toàn bằng ngôn ngữ lập trình C++, nhưng vẫn dựa trên tài nguyên từ bản gốc. OpenRCT2 làm giảm bớt các hạn chế trong bản gốc và thêm thắt các tính năng hoàn toàn mới khác như phần chơi nối mạng.

### RollerCoaster Tycoon 3
RollerCoaster Tycoon 3 phát hành ngày 2 tháng 11 năm 2004 tại Bắc Mỹ. Mặc dù các tính năng cốt lõi của RollerCoaster Tycoon 3 đều dựa trên những phiên bản trước đó, Chris Sawyer, nhà phát triển của hai phần đầu tiên, chỉ đóng vai trò là một nhà tư vấn. Thay vào đó, trò chơi do hãng Frontier Developments phát triển, và được Atari phát hành và quảng cáo với một cấu trúc hoàn toàn khác hẳn.
Hai bản mở rộng dành cho RollerCoaster Tycoon 3 là Soaked! và Wild!. Một bản gộp nữa là RollerCoaster Tycoon 3 Gold cũng đã phát hành, bao gồm bản gốc và bản mở rộng Soaked!; tiếp theo là RollerCoaster Tycoon 3 Platinum (Deluxe cho phiên bản EU của trò chơi), bao gồm cả các bản mở rộng và bản gốc.  RollerCoaster Tycoon 3 Platinum được phát hành cho Windows và Mac OS X.
Một phiên bản remastered của trò chơi mang tên RollerCoaster Tycoon 3 Complete Edition, do hãng Frontier phát triển và phát hành cho Windows, macOS và Nintendo Switch, có hỗ trợ màn hình rộng và phần điều khiển được cải tiến phù hợp với các tính năng của Switch.

### RollerCoaster Tycoon World
RollerCoaster Tycoon World được hãng Nvizzio Creations phát triển cho Atari và phát hành ngày 16 tháng 11 năm 2016. Phần này khác với những phiên bản trước ở chỗ người chơi chế tạo mẫu tàu lượn với hệ thống dựa trên spline. Nó cũng giới thiệu một "chế độ Kiến trúc sư" mới và các tùy chọn "xếp hạng an toàn" khi chế tạo mẫu tàu lượn. Đây cũng là tựa game đầu tiên kết hợp Steam Workshop.

## Phiên bản phụ

### RollerCoaster Tycoon 3D
RollerCoaster Tycoon 3D phát hành ngày 16 tháng 10 năm 2012. Game được n-Space phát triển dành cho Nintendo 3DS. Trong khi sử dụng nhiều nội dung engine và tài nguyên từ Rollercoaster Tycoon 3, phiên bản này được hoàn nguyên về góc nhìn 2D và loại bỏ các tính năng như thêm phong cảnh và hồ bơi do những hạn chế của Nintendo 3DS.

### RollerCoaster Tycoon 4 Mobile
RollerCoaster Tycoon 4 Mobile phát hành ngày 10 tháng 4 năm 2014. Trò chơi ban đầu có sẵn trên các thiết bị iPhone, iPad và iPod touch. Trò chơi sau đó đã được phát hành cho các thiết bị Android (OS 4.0.3 trở lên) vào ngày 18 tháng 10 năm 2014. Game do hãng On5 Games phát triển thiếu sự tham gia của Chris Sawyer (trừ giấy phép). Trò chơi quay trở lại góc nhìn 2D từng được sử dụng trong hai phần đầu tiên. Game được xây dựng trên mô hình freemium có tích hợp mạng xã hội.
Phần này đã được tung ra toàn cầu và bị chỉ trích do sự vắng mặt của Chris Sawyer trong quá trình làm game, việc sử dụng quá nhiều giao dịch vi mô và thời gian chờ đợi, điều mà người hâm mộ cho rằng "đã làm hỏng trải nghiệm [RollerCoaster Tycoon]."

### RollerCoaster Tycoon 3: Mobile
Phát hành vào tháng 8 năm 2015, RollerCoaster Tycoon 3: Mobile là phiên bản iOS của RollerCoaster Tycoon 3, do Frontier phát hành và gần như là một bản sao chính xác của bản gốc (màn hướng dẫn, 18 màn chơi theo kịch bản ban đầu cho mục career và phần chơi sandbox).

### RollerCoaster Tycoon Classic
Ngày 22 tháng 12 năm 2016, một bản port có chỉnh sửa của cả RollerCoaster Tycoon và RollerCoaster Tycoon 2 được phát hành cho iOS và Android, có một mức giá duy nhất cho phần lớn nội dung và mua trong ứng dụng cho nội dung mở rộng Expansion Pack (chủ yếu là hai bản mở rộng từ RollerCoaster Tycoon 2, và gói công cụ tạo màn cho phép người dùng tạo dựng kịch bản tùy chỉnh và nhập và xuất chúng sang phiên bản Windows của Roller Coaster Tycoon 2, và sao chép phần lớn lối chơi từ những bản gốc trong loạt.

### RollerCoaster Tycoon Touch
Được phát hành lần đầu tiên cho các thiết bị iOS vào tháng 12 năm 2016, RollerCoaster Tycoon Touch là một bản port di động dưới dạng free-to-play của RollerCoaster Tycoon World. Giống như RollerCoaster Tycoon 4, nó chứa các giao dịch mua trong ứng dụng và thời gian chờ, nhưng mở rộng khi tích hợp phương tiện truyền thông xã hội. Một phiên bản Android được phát hành vào tháng 4 năm 2017. Tháng 10 năm 2017, các vật phẩm dựa trên thương hiệu búp bê Barbie đã được thêm vào trong game. Ngày 28 tháng 1, các vật phẩm dựa trên Shaun The Sheep được nhà sản xuất thêm vào trong game.

### RollerCoaster Tycoon Joyride
Một game thuộc thể loại bắn súng hồng tâm dựa trên thương hiệu RollerCoaster Tycoon, được phát hành vào năm 2018. Trò chơi hứng chịu sự đón nhận tệ hại từ giới phê bình.

### RollerCoaster Tycoon Adventures
Tháng 1 năm 2018, Atari Game Partners thông báo rằng họ đang tìm kiếm gọi vốn cộng đồng cổ phần thông qua nền tảng StartEngine nhằm phát triển một phiên bản mới trong loạt. Với tựa đề RollerCoaster Tycoon Adventures, nó là phiên bản chuyển thể của RollerCoaster Tycoon Touch và được phát hành cho Nintendo Switch ở châu Âu ngày 29 tháng 11 năm 2018 và ở Bắc Mỹ ngày 13 tháng 12. Trò chơi cũng phát hành trên Microsoft Windows thông qua Epic Games Store vào ngày 19 tháng 3 năm 2019.

### RollerCoaster Tycoon Story
Atari đã phát hành RollerCoaster Tycoon Story vào tháng 1 năm 2020 cho các thiết bị di động iOS và Android. Tựa game free-to-play này dựa trên thể loại xếp hình, trong đó các viên gạch phải sắp xếp sao cho việc di chuyển mượt mà qua từng lượt trên đường ray tàu lượn siêu tốc trong mỗi màn chơi. Hoàn thành những màn này giúp người chơi khôi phục lại một công viên giải trí bị bỏ xó như một phần của câu chuyện trong game.